# Alice M. Ekert-Rotholz
Alice M. Ekert-Rotholz (ou Alice Maria Augusta Ekert) (5 de setembro de 1900 - 17 de junho de 1995) foi uma escritora alemã. Ela nasceu em Hamburgo, filha de um comerciante inglês e de uma alemã de família judia. Notabilizou-se pela popularidade de sua obra, expoente da literatura de entretenimento alemã no século XX. Com essa pecha, as opiniões dos críticos variaram do reconhecimento à troça. Seus textos sempre trazem a descrição de locais exóticos e as temáticas do choque de culturas e do valor da empatia em meio a conflitos interpessoais. Em conjunto, seus livros tiveram uma vendagem de três milhões de exmplares.
Em português, seu livro mais conhecido é "Onde Lágrimas São Proibidas" (do original "Wo Tränen verboten sind").

## Obras
- Siam hinter der Bambuswand, Munique 1953
- Reis aus Silberschalen, Hamburgo 1954
- Wo Tränen verboten sind, Hamburgo 1956
- Strafende Sonne, lockender Mond, Hamburgo 1959
- Mohn in den Bergen, Hamburgo 1961
- Die Pilger und die Reisenden, Hamburgo 1964
- Elfenbein aus Peking, Hamburgo 1966
- Der Juwelenbaum, Hamburgo 1968
- Fünf Uhr Nachmittag, Hamburgo 1971
- Füchse in Kamakura, Hamburgo 1975
- Die fließende Welt oder Aus dem Leben einer Geisha, Reinbek bei Hamburg 1978
- Gastspiel am Rialto, Hamburgo 1978
- Großer Wind, Kleiner Wind, Hamburgo 1980
- Flucht aus den Bambusgärten, Hamburgo 1981
- Nur eine Tasse Tee, Hamburgo 1984
- Furcht und Mitleid, Hamburgo 1987
- Indiras Fenster, Hamburgo 1990
- Die letzte Kaiserin, Hamburgo 1992
- Im feurigen Licht, Hamburgo 2000